# Sushant Singh Rajput
Sushant Singh Rajput (21 janvier 1986 à Patna - 14 juin 2020 à Bandra) est un acteur, danseur, entrepreneur et philanthrope indien connu pour son travail au  cinéma hindi.
En raison de sa contribution à l'industrie cinématographique, il a reçu un Screen Award et a été nommé pour les Filmfare Awards à trois reprises. Il est apparu deux fois sur la liste Celebrity 100 ' Forbes India depuis 2017,.
Le 14 juin 2020, à 34 ans, Sushant est retrouvé mort à son domicile dans le quartier Bandra à Bombay. Selon les éléments rapportés, il se serait suicidé par pendaison mais l'enquête est toujours en cours un an plus tard par le Bureau central d'enquête.

## Biographie

### Jeunesse
Sushant Singh Rajput est né à Patna dans l'État du Bihar de Krishna Kumar Singh et Usha Singh ,. Son père est un officier technique à la retraite et a travaillé chez Bihar State Handloom Corporation à Patna. Il est le plus jeune de cinq frères et sœurs et a le surnom de Gulshan. L'une de ses quatre sœurs, Mitu Singh, est une joueuse de cricket au niveau national. Il fréquente le lycée St. Karen à Patna,. Sa famille déménage à Delhi en 2002, après la mort de sa mère qui le dévaste, où Rajput termine ses études intermédiaires à la Kulachi Hansraj Model School.
Rajput aurait été un lecteur « avide ». Il est particulièrement intéressé par l'astrophysique ; il remporte l'Olympiade nationale indienne de physique. Il est admis septième au Delhi College of Engineering (rebaptisé plus tard Delhi Technological University) en 2003 pour poursuivre une licence (Bachelor) en génie mécanique,. En tout, il réussit jusqu'à 11 examens d'entrée en génie, y compris celui de l'Indian School of Mines. Selon Rajput, il n'a aucun intérêt pour l'ingénierie, mais sa famille ne lui a pas laissé le choix. Au lieu de cela, il voulait devenir astronaute et plus tard pilote de l'armée de l'air, mais il s'intéresse également à Bollywood, étant un fan de Shahrukh Khan.

### Carrière

#### Débuts (2006-2008)
Au cours de ses études au Delhi College of Engineering, Rajput s'inscrit aux cours de danse de Shiamak Davar. Peu de temps après, il commence également à suivre des cours de théâtre sous la direction du directeur de théâtre Barry John, : l'idée de faire carrière dans le théâtre lui vient car certains de ses camarades des cours de danse se sont avérés être intéressés par le théâtre et assistent à des cours de théâtre de Barry John. Rajput déclare plus tard : « J'ai trouvé l'expérience libératrice. J'ai réalisé que je pouvais communiquer avec le public. Je savais que je voulais le faire pour toujours. ».
Quelques mois après avoir rejoint le cours de danse, Rajput est sélectionné pour être membre de la troupe de danse de salon de Davar. En 2005, il est choisi pour faire partie des danseurs à la 51e cérémonie des Filmfare Awards. Il danse sur la chanson Dhoom Again de Dhoom 2 et lors de la prestation d'Aishwarya Rai à la cérémonie de clôture des Jeux du Commonwealth de 2006 en Australie. En 2006, il abandonne ses cours d'ingénieur au cours de sa quatrième année pour entreprendre une carrière dans les arts et le spectacle,. Il déménage à Bombay, fait des petits boulots et a de petits rôles, tout en travaillant dans l'industrie du théâtre. Il rejoint finalement la compagnie théâtrale de Nadira Babbar appelée Ekjute dans laquelle il reste pendant deux ans et demi,. Il est présent dans une publicité télévisée pour Nestlé Munch, qui devient populaire dans toute l'Inde.

#### Télévision (2008-2011)
Rajput est repéré par une équipe de casting de Balaji Telefilms alors qu'il est sur scène pour l'une des pièces d'Ekjute. Il est ensuite convoqué pour une audition et choisi comme deuxième rôle principal dans la série télévisée Kis Desh Mein Hai Meraa Dil en 2008,. Il obtient le rôle de Preet Singh Juneja, le demi-frère du nommé Harshad Chopda et entre dans la série lors de son septième épisode. Le personnage est tué au début de la série, mais en raison de sa popularité auprès des téléspectateurs, il revient dans la finale en tant qu'esprit regardant sa famille célébrer la fin de moments difficiles. Sa performance impressionne le producteur Ekta Kapoor qui se porte garant pour qu'il soit choisi pour le rôle principal dans une autre série Pavitra Rishta, apparemment contre la volonté de la chaîne hôte, Zee TV,.
Dans Pavitra Rishta, Rajput est choisi pour interpréter Manav Deshmukh qui est « un fils et mari idéal », un personnage sérieux et mature travaillant comme mécanicien pour subvenir aux besoins de sa famille. Il partage la vedette avec Ankita Lokhande. Le rôle lui permet de percer et de remporter plusieurs prix télévisés, dont son premier prix de meilleur acteur aux Indian Television Academy Awards de 2010. Il remporte également trois prix télévisés majeurs dans les catégories du meilleur acteur masculin et de l'acteur le plus populaire.
En 2010, il rejoint l'émission de téléréalité de danse Zara Nachke Dikha pour sa deuxième saison, au sein de l'équipe Mast Kalandar Boys,, voulant montrer ses compétences en danse. Lors de l'épisode spécial de la Fête des Mères, l'équipe dédie une prestation à la mère décédée de Rajput. Plus tard, la même année, il participe également à la quatrième saison d'une autre émission de téléréalité de concours de danse appelée Jhalak Dikhhla Jaa en couple aux côtés de la chorégraphe Shampa Sonthalia ; ils sont les finalistes de la saison.
Rajput joue dans Pavitra Rishta depuis sa première diffusion en 2009 jusqu'à sa sortie en novembre 2011, conservant le rôle du protagoniste de la série pendant deux ans et demi. Il déclare qu'il a l'intention de déménager aux États-Unis pour étudier le cinéma ; il a déjà acquis de l'expérience dans les coulisses du film Raaz - The Mystery Continues où il est assistant réalisateur. Rajput fait une réapparition ultérieure dans le dernier épisode de Pavitra Rishta diffusé le 25 octobre 2014 sous le nom de Manav après avoir été acclamé par la critique de Bollywood.

#### Débuts au cinéma et Yash Raj Films (2011-2015)

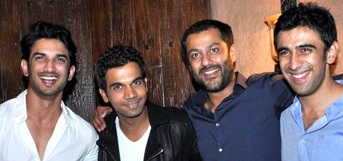
De gauche à droite : Rajput, Rajkumar Rao, Abhishek Kapoor et Amit Sadh lors de la promotion de Kai Po Che ! en 2013.

En 2011, Rajput est repéré par Mukesh Chhabra, le directeur de casting de Kai Po Che !, qui l'invité à une audition,. Il est en train de s'inscrire à un cours de cinéma à l'université Stanford mais décide d'accepter l'offre. Il est choisi pour le rôle d'Ishaan Bhatt, un joueur de cricket au niveau du district qui a été victime de la politique dans la fraternité de sélection ; il est l'un des trois protagonistes, avec Rajkummar Rao et Amit Sadh,. Le film est réalisé par Abhishek Kapoor et est inspiré par le roman de Chetan Bhagat Les Trois erreurs de ma vie, qui traite de la vie de trois amis touchés par le séisme de 2001 à Gujarat et les violences au Gujarat en 2002. Il sort en 2013 et est un succès critique et commercial. Rajput a une nomination aux Filmfare Awards dans la catégorie du meilleur premier acteur pour sa performance dans le film,. Le critique Rajeev Masand a écrit : « ... c'est Sushant Singh Rajput, qui fait ses débuts au cinéma en tant que Ishaan, dont il est difficile de détacher vos yeux. L'acteur a une présence indescriptible et il est clair par sa confiance et sa sympathie distinctive qu'une star est née ».
Avant la sortie de son premier film Kai Po Che !, Rajput signe avec Rajkumar Hirani pour un rôle dans le drame satyrique mettant en vedette Aamir Khan appelé PK,. Dans le film, il est choisi comme petit ami du personnage de la journaliste tenu par Anushka Sharma. Il conclut également un accord avec Yash Raj Films en commençant par le rôle principal dans le film Shuddh Desi Romance aux côtés de Parineeti Chopra et Vaani Kapoor. Le film est une comédie romantique, où Rajput joue le personnage de Raghu Ram Sitaram, un guide touristique tombé amoureux d'une femme sur le chemin de son propre mariage,. Réalisé par Maneesh Sharma et produit par Yash Raj Films, le film est entièrement tourné à Jaipur au Rajasthan. Desi Romance sort en 2013 et est un sleeper hit. Après la sortie de ses deux premiers films, Rajput est décrit par le réalisateur vétéran Shekhar Kapur comme « l'un des jeunes acteurs les plus inspirants à émerger en Inde » et est parfois appelé le « prochain SRK ». Le film PK sort en 2014 et devient le film indien le plus rentable,. Taran Adarsh du Bollywood Hungama salue la performance de Rajput, disant : « Après avoir laissé une impression formidable lors de sa première sortie en hindi, Sushant Singh Rajput ... apporte beaucoup de fraîcheur avec son jeu sans prétention et spontané ».
En juin 2013, Yash Raj Films et Dibakar Banerjee Productions annoncent la production conjointe de Detective Byomkesh Bakshy! avec Sushant Singh Rajput dans le rôle principal,. Rajput commence à travailler sur le nouveau projet après la sortie de son deuxième film Shuddh Desi Romance. Le film est un film d'action à énigme mettant en vedette Byomkesh Bakshi, un détective fictif créé à l'origine par l'écrivain bengali Sharadindu Bandyopadhyay. Dibakar Banerjee, le réalisateur du film et détenteur des droits de propriété intellectuelle des histoires de Byomkesh Bakshi, l'a engagé pour jouer le rôle du protagoniste . Avant la sortie, Rajput fait une apparition spéciale dans le drame policier CID dans le personnage de Byomkesh Bakshy. Situé à Calcutta dans les années 1940, le film sort le 3 avril 2015  et ne fonctionne pas bien au box-office, mais reçoit tout de même un accueil critique positif,. En septembre 2013, Rajput commence à collaborer avec Shekhar Kapur pour son prochain projet Paani, un film se déroulant dans le futur qui présente un monde où les guerres se font pour la conquête de l'eau. Le film devait initialement être interprété par Hrithik Roshan, puis par Vivek Oberoi, mais est finalement allé à Rajput après que Yash Raj Films soit entré dans sa coproduction et ait opté pour son intégration. Il aurait assisté à des ateliers avec Kapur pendant 10 mois avant que le projet ne soit suspendu en 2015 lorsque Yash Raj Films se retire,. Dans la foulée, Rajput met fin à son contrat avec la maison de production,.

#### Biopic sur Mahendra Singh Dhoni,RaabtaetKedarnath(2015-2018)

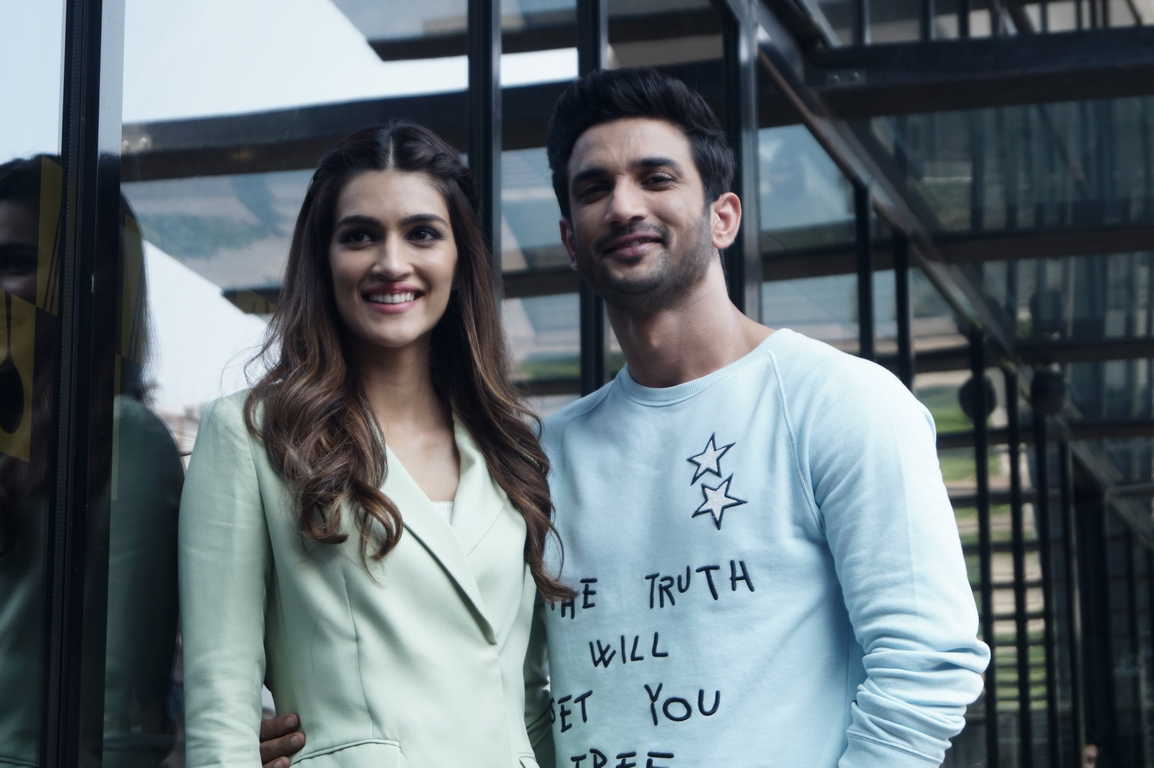
Rajput avec Kriti Sanon lors d'un événement promotionnel pour Raabta à Calcutta.

En 2011, un biopic sur la vie du capitaine de l'équipe d'Inde de cricket Mahendra Singh Dhoni est conçu par le manager de Dhoni, Arun Pandey. Le projet est d'abord confronté à diverses difficultés, notamment les objections du Board of Control for Cricket in India (BCCI) et la demande de Dhoni d'un droit important,. Le 25 septembre 2014, Sushant Singh Rajput est annoncé comme l'acteur qui jouera le rôle de Dhoni dans le biopic intitulé MS Dhoni: The Untold Story, réalisé par Neeraj Pandey,. Le film est centré sur la vie du joueur de cricket, commençant par son enfance dans la ville de Ranchi et menant à la victoire à la coupe du monde de cricket de 2011 de l'Inde dont il est capitaine de l'équipe. Rajput n'est pas amateur de cricket ; il doit s'entraîner régulièrement au jeu pendant 13 mois et acquérir le style de jeu de Dhoni pour son interprétation dans le film. Il est entraîné par Kiran More qui l'aurait entraîné comme un sportif professionnel plutôt que comme un acteur. Le film est produit par Arun Pandey avec Star Studios et sort le 2 octobre 2016. Il devient le 5e film de Bollywood le plus rentable de cette année-là. Rajput est acclamé par la critique pour sa performance et est nommé à un certain nombre de prix, dont les Filmfare Awards, où il est nommé pour la première fois dans la catégorie du meilleur acteur, les International Indian Film Academy Awards et le Festival du film indien de Melbourne où il gagne,,. Il fait également un caméo dans le film comique Welcome to New York qui sort le 23 février 2018 et où les personnages principaux rencontrent Rajput mais le confondent avec Mahendra Singh Dhoni.
Lors de la sortie de MS Dhoni: The Untold Story, dans une interview, Rajput déclare qu'il s'est engagé pour faire cinq autres films, à savoir Raabta , Takadum, Chanda Mama Door Ke, un autre biopic d'un athlète et un film produit par Dharma Productions mettant en vedette Jacqueline Fernandez. Plus tôt en 2014, des rapports  révèlent que Rajput a signé aux côtés d'Alia Bhatt pour les rôles principaux dans la production à plus gros budget des producteurs-réalisateurs Homi Adajania et Dinesh Vijan. Le film intitulé Raabta, produit par Maddock Films, propriété de Vijan et co-réalisé par Adajania et Vijan, où Rajput et Bhatt jouent le rôle principal, est annoncé en février 2015. Bhatt décide de se retirer du projet la même année ; le rôle principal féminin est finalement attribué à Kriti Sanon. En 2017, Rajput et Sanon figurent ensuite dans un clip vidéo de T-Series de la chanson Paas Aao, composée par le duo Armaan et Amaal Mallik. En 2017, Rajput figure pour la première fois dans la liste des 100 premières célébrités de Forbes India.
Le deuxième biopic dans lequel Rajput doit figurer est provisoirement intitulé Murli: The Unsung Hero, où il jouerait le rôle du jawan handicapé devenu médaillé d'or aux Jeux paralympiques, Murlikant Petkar. En juin 2016, Rajput, avec Parineeti Chopra et Irrfan Khan, sont également annoncés comme vedettes du film réalisé par Adajania Takadum, avec un tournage prévu pour octobre, mais le projet est suspendu en raison de problèmes liés à la réadaptation du scénario. L'annonce de la participation de Rajput à Chanda Mama Door Ke est intervenue entre-temps en septembre 2016. Dans le film qui devait être réalisé par Sanjay Puran Singh, Rajput aurait joué aux côtés de Nawazuddin Siddiqui et Madhavan, dans le rôle d'un astronaute, pour lequel il est même envoyé à la NASA sur un module de formation en 2017. Il avait l'intention de revenir et de terminer sa formation d'instructeur, aspirant à être choisi pour le programme Artemis 2024. Conservant son intérêt pour l'astronomie et l'astrophysique, il a acheté le télescope haut de gamme Meade LX-600 16 « à des fins d'observation des étoiles ». Il possède également une collection de 125 livres, dont une série sur la physique théorique en six volumes. Rajput déclare dans une interview d'août 2017 que sa collection n'est pas destinée à la recherche cinématographique, mais couvre des intérêts personnels dans plusieurs disciplines, y compris les sciences cognitives et l'économie comportementale. Il serait un grand lecteur qui apporterait des livres sur les tournage de films.
Il est également choisi pour jouer le rôle principal dans le film à suspense d'espionnage Romeo Akbar Walter en 2017, mais il quitte le projet la même année, ce qui aurait mécontenté le producteur Bunty Walia qui a fait la publicité du film autour de lui,. Plus tard, en décembre 2017, il est annoncé qu'il a signé avec Abhishek Chaubey, le réalisateur d'Udta Punjab pour son prochain film intitulé Son Chiraiya, où il jouerait aux côtés de Bhumi Pednekar.
Raabta sort le 9 juin 2017, qui reçoit des critiques mitigées de la part des critiques et se solde par un flop au box-office, incapable de couvrir son important coût de production. C'est une histoire d'amour transcendantale où Sushant Singh Rajput joue le rôle de deux personnages qui sont des réincarnations l'un de l'autre. Le tournage est principalement réalisé dans la ville de Budapest, en Hongrie, dans l'État indien du Pendjab et dans l'état insulaire de Maurice. Plus tôt, en mars 2017, Rajput commence à tourner aux côtés de Jacqueline Fernandez pour le film de Dharma Productions de Karan Johar, alors intitulé Drive,. Le film est réalisé par Tarun Mansukhani et est une préquelle du film de 2014 Bang Bang! qui a fait se rencontrer Hrithik Roshan et Katrina Kaif. Le sujet est une fusillade  qui s'est produite dans la ville de Tel-Aviv, en Israël, qui a été promue par le gouvernement israélien dans le cadre de sa politique touristique et diplomatique. La sortie est initialement prévue pour le 2 mars 2018, mais dans une annonce faite en février, la date est déplacée au 7 septembre 2018. La sortie est reportée une deuxième fois, sans date de sortie fixe, en raison de désaccords d'ordre créatifs entre le réalisateur Mansukhani et le producteur Karan Johar.

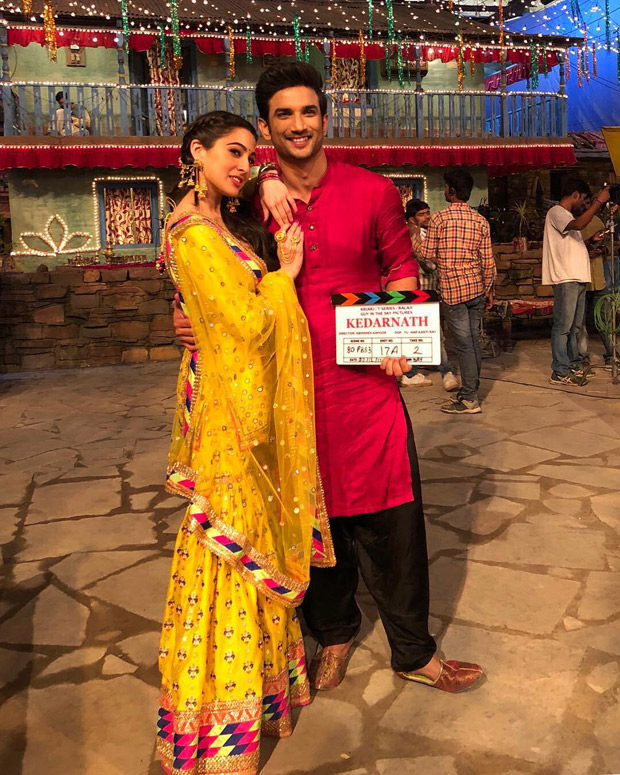
Rajput et Sara Ali Khan sur le tournage de la postproduction de Kedarnath.

Entre-temps, en mars 2017, Rajput signe avec le réalisateur Abhishek Kapoor et le producteur Ekta Kapoor pour leur film intitulé Kedarrnath, une histoire d'amour se déroulant dans le contexte des inondations de 2013 dans l'Uttarakhand, où Rajput partage la vedette avec Sara Ali Khan,. Il joue le personnage de Mansoor Khan, un jeune homme du Cachemire, porteur musulman, qui est également un dévot de Shiva et dont les moyens de subsistance se situent autour du temple Shiv de Kedarnath,. Le tournage du film commence en septembre 2017 ; il doit sortir en juin 2018,. Pendant le tournage, Abhishek Kapoor, qui a auparavant été le réalisateur du premier film de Rajput, Kai Po Che!, déclare que Rajput est en bien meilleure forme pour Kedarnath et s'attend à ce que le film remporte un succès encore plus grand. Cependant, le film fait rapidement l'objet d'une controverse alors que le Bharatiya Janata Party allègue qu'il fait la promotion du djihad en montrant un couple interconfessionnel et appelle à son interdiction. Finalement, le film est interdit de projection dans 7 des 13 districts de l'Uttarakhand et sort le 7 décembre 2018. Malgré l'interdiction, il obtient un succès commercial bien qu'il n'ait pas complètement rencontré le succès projeté. Après sa sortie, c'est le deuxième plus gros succès parmi les films vedettes de Rajput après le biopic Dhoni.
En 2017, Rajput attise la polémique lorsqu'il se prononcé en faveur des producteurs de Padmaavat dont les décors ont été vandalisés par des membres du Rajput Karni Sena,. Cette même année, il devient copropriétaire de Delhi Gladiators, une équipe de la Super Boxing League.

#### Débuts d'entrepreneur et carrière ultérieure (2018-2020)
Le 2 mai 2018, Rajput est nommé en tant qu'associé dans la société Innsaei Ventures, qui a été fondée le 26 avril 2018 ; après quoi il est nommé comme l'un de ses trois administrateurs, les autres étant Varun Mathur et Saurabh Mishra. Rajput et Mathur en sont les cofondateurs et devraient faire un investissement de 300 crores dans l'entreprise. La société a été nommée Innsaei d'après le mot islandais pour Institution et spécifiée comme travaillant dans les domaines liés à la propriété intellectuelle et aux nouvelles technologies,. En une semaine, il signe avec NITI Aayog pour devenir ambassadeur de la marque Women Entrepreneurship Platform et pour la promotion de l'application de paiement mobile BHIM,. Par la suite Innsaei Ventures crée un fonds de 20 crores en faveur de la Women Entrepreneurship Platform. La même année, Rajput annonce le premier produit créatif d'Innsaei Ventures, une série de 12 biopics où il jouerait les rôles de divers personnages historiques indiens entre les années 540 avant J.-C. et 2015,.
Début 2018, Rajput commence le tournage du film Sonchiriya, un drama historique se déroulant dans les années 1970, où il joue le rôle d'un personnage nommé Lakhna, lieutenant dans une bande de dacoïts. Il est dans le rôle principal aux côtés de Bhumi Pednekar, Manoj Bajpayee, Ranvir Shorey et Ashutosh Rana,. Le film est réalisé par Abhishek Chaubey, produit par Ronnie Screwvala et met en vedette le personnage réel de Daku Man Singh, joué par Bajpayee,. Sorti le 1er mars 2019, il reçoit un accueil critique positif et remporte de nombreux prix, mais ne réussit pas à devenir un succès commercial,.
En 2018, Rajput signe également avec Nitesh Tiwari, le réalisateur du blockbuster Dangal, pour son nouveau film intitulé Chhichhore, dont le tournage débute en septembre, une comédie romantique où Rajput joue le personnage d'Anirudh Pathak , un mari divorcé qui raconte sa vie universitaire à son fils adolescent et est face à Maya, son ex-femme jouée par Shraddha Kapoor,. Produit par Fox Star Studios et Nadiadwala Grandson Entertainment, le film sort le 6 septembre 2019 et devient le troisième film mettant en vedette Rajput à plus de 100 crores, après PK et le biopic Dhoni. Le film remporte le National Film Award du meilleur film hindi.
Dans une interview en janvier 2019, avant la sortie de Sonchiriya, Rajput déclare qu'il est en pourparlers pour 12 autres films dont Chanda Mama Door Ke et le biopic de Murlikant Petkar. Il doit figurer dans Rifleman, mais le film a des problèmes juridiques de droit d'auteur peu de temps après son annonce et ne peut pas être réalisé. Il s'est retiré de la production de Chanda Mama Door Ke l'année précédente en invoquant un conflit de calendrier dans la programmation du tournage et déclare qu'il produira son propre film spatial via Innsaei Ventures. En septembre 2019, une deuxième société nommée Vividrage Rhealtyx est enregistrée avec un capital versé de ₹ 1 lakh ; Rajput est l'un des trois administrateurs de la société, les autres étant Rhea Chakraborty et Showik Chakraborty. Pendant ce temps, la sortie longtemps retardée du film Drive a lieu en avant-première et le film sort directement sur Netflix en novembre 2019 pour réduire les coûts,,. Le 6 janvier 2020, Rajput fonde un organisme sans but lucratif (ONG) nommé Front India for World Foundation avec l'intention déclarée de travailler à l'éradication de la pauvreté, de la faim et de la malnutrition et à la promotion de meilleurs soins de santé et de l'assainissement,. Auparavant, au nom de l'un de ses fans, il a fait don de ₹₹ 1 crore au Fonds de secours du ministre chargé de la suite des inondations de 2018 au Kerala,. En 2019, il figure pour la deuxième fois dans la liste annuelle des 100 plus grandes célébrités de Forbes.
À partir de 2017, Rajput signe pour les débuts en tant que réalisateur de Mukesh Chhabra ; Star Studios demande à Chhabra un remake en langue hindi de Nos étoiles contraires, un film à succès du cinéma américain produit par les 20th Century Studios. Chabbra a également été le directeur de casting qui l'avait d'abord repéré pour Kai Po Che !, le premier film de Rajput,. Le tournage du film commence le 9 juillet 2018, dans la ville de Jamshedpur au Jharkhand,. Au moment du tournage, Rajput fait remarquer qu'il a un lien fort avec Chhabra et lui promet qu'il apparaîtra également dans sa première réalisation. Basé sur le roman homonyme Nos étoiles contraires de John Green, le film s'intitule initialement Kizie aur Manny et doit sortir en salles en 2019. Rajput partage la vedette aux côtés de Sanjana Sanghi ; il joue le personnage de Manny, un patient souffrant d'un ostéosarcome, un cancer des os. Le rôle dans le remake hindi est une reprise du rôle d'Ansel Elgort. Il met aussi en vedette Saif Ali Khan et des compositions musicales d'Allah Rakha Rahman. Le film est ensuite renommé Dil Bechara et la date de sortie est déplacée au 8 mai 2020. La sortie prévue du film n'a cependant pas lieu en raison des restrictions imposées lors de la pandémie de Covid-19. Finalement, il sort à titre posthume sur la plateforme de streaming Disney+ Hotstar et établit un record dans sa première audience de 24 heures, ayant rassemblé environ 95 millions de téléspectateurs. Le réalisateur Uday Singh Gauri affirme après la mort de Rajput qu'il était en pourparlers avec lui au sujet d'un film basé sur les attaques à Bombay du 26 au 29 novembre 2008.

### Vie privée

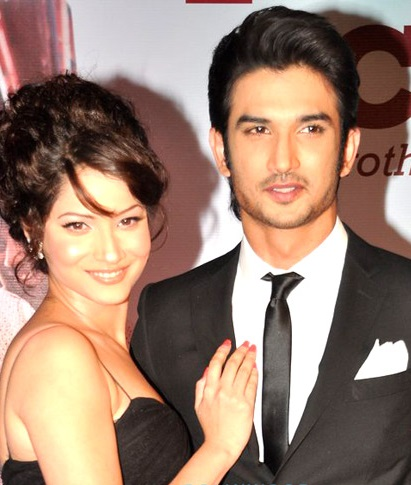
Sushant Singh Rajput et Ankita Lokhande à la première de KAI PO CHE.

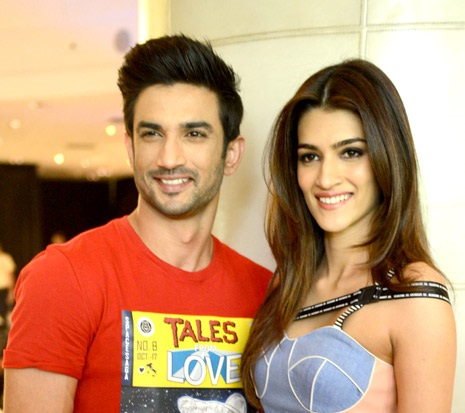
Sushant Singh Rajput et Kriti Sanon.

En 2011, Rajput se montre publiquement avec sa co-vedette de Pavitra Rishta, Ankita Lokhande, lors d'une diffusion nationale de l'émission de concours de danse Jhalak Dikhhla Jaa ; tous deux participent à l'émission en tant que concurrents. Le couple a commencé à se fréquenter après leur première rencontre sur le tournage de Pavitra Rishta, où ils sont mari et femme. En 2012, ils commencent à vivre ensemble et des rumeurs d'un mariage imminent entre les deux apparaissent dans les médias. Dans une interview, Rajput déclare que le mariage et la concubinage ne sont pas différents et qu'il est hypocrite de traiter le premier comme sacré et le second comme un crime,. Lors d'un événement, il déclare : « Je suis très transparent sur mes relations. Je veux dire que je n'hésiterai pas à dire que je suis en couple ».
En 2014, les rumeurs selon lesquelles ils sont déjà mariés en secret en raison de la pression familiale sont démenties par le couple. En janvier 2016, Rajput confirme qu'un somptueux mariage aura lieu en décembre, mais la relation prend fin avant, le couple gardant le silence sur les raisons de l'annulation. Dans une interview en 2021, Lokhande déclare que Rajput voulait aller de l'avant dans sa carrière et qu'ils ont mis fin à leur relation sur un accord mutuel.
Après la rupture, le statut relationnel de Rajput devient le sujet de spéculations et de commérages. Selon la rumeur, il sort avec sa co-vedette de Raabta Kriti Sanon, ce qui est nié par les deux.
En 2018, la presse fait état de rumeurs selon lesquelles il serait en couple avec l'actrice Rhea Chakraborty, une relation qu'ils souhaitaient garder secrète . Les rumeurs n'ont jamais été confirmées car avant que les deux ne se soi-disant séparent, Rajput refuse de commenter les affirmations. Plus tard l'année suivante, il est rapporté qu'il sort avec l'actrice Rhea Chakraborty et qu'ils ont l'intention de garder l'affaire privée. Interrogé, il aurait involontairement confirmé la relation en déclarant que si les enquêteurs posaient des questions qui ne concernaient que lui, il pouvait répondre à sa discrétion, mais qu'il devrait également demander à « quelqu'un » avant de confirmer certains détails. Chakraborty et Rajput sont aperçus lors de sorties à Mumbai, et en vacances dans la région himalayenne du Ladakh.
Après la mort de Rajput, Chakraborty a confirmé qu'elle était sa compagne et qu'il refusait les médicaments, s'appuyant plutôt sur le yoga et la méditation. Selon le père de Rajput, l'acteur a mentionné son intention de se marier en 2021, mais n'a pas révélé qui était sa future épouse ; Ankita Lokhande est la seule petite amie que son père connaissait.

### Mort
Le 14 juin 2020, Rajput, âgé de 34 ans, a été retrouvé mort, pendu au ventilateur du plafond de son domicile à Bandra, Mumbai,,. Il aurait montré des signes de dépression depuis environ six mois et souffrait de trouble bipolaire,,. La police de Mumbai ouvre une enquête, déclarant que le décès est traité comme un suicide. Le rapport post-mortem déclare que la cause du décès est l'« asphyxie due à la pendaison » et le qualifie de « cas manifeste de suicide ». Les médecins ayant pratiqué l'autopsie placent l'heure du décès entre 10 et 12 heures avant l'autopsie le 14 juin à 11h30. pm, c'est-à-dire entre 23h30 am et 1h30 pm (Heure de l'Inde). Aucun acte criminel n'est constaté. L'analyse des organes exclut également tout acte criminel. Le 25 juillet, la famille de Rajput dépose une première demande d'information auprès de la police de Patna, où vit son père, accusant Rhea Chakraborty et cinq autres personnes d'incitation au suicide.
Le 31 juillet, la Direction de l'application de la loi (ED) dépose une plainte pour enquêter sur le blanchiment d'argent de l'argent de Rajput provenant de ses comptes bancaires, par Chakraborty, ses parents et ses associés. Le 19 août 2020, la Cour suprême de l'Inde autorise le Bureau central d'enquête (CBI), la principale agence d'enquête du gouvernement national indien, à prendre le contrôle de l'enquête et ordonne au CBI d'examiner toute future affaire enregistrée en relation à la mort de Rajput. Plus tard, le Narcotics Control Bureau (NCB) dépose également une plainte pour enquêter sur un trafic de stupéfiants, sur la base de conversations téléphoniques transmises par l'ED au cours de son enquête.
Le 8 septembre, Rhea Chakraborty est arrêtée par le NCB dans une affaire de drogue liée à l'enquête sur la mort de Rajput. Avant l'arrestation, 9 autres personnes ont été arrêtées par le NCB dans l'affaire de drogue, dont le frère de Rhea, Showik Chakraborty.
Le 7 septembre, Chakraborty dépose un premier rapport d'information (FIR) contre les sœurs de l'acteur décédé, affirmant qu'elles lui avaient fourni des antidépresseurs psychotrophes sans consultation médicale appropriée et en utilisant une fausse ordonnance. Elle demande une enquête pour déterminer si ces actes ont entraîné son suicide ou une détérioration de son état mental. Le mois suivant, les sœurs de Rajput demandent à la Haute Cour d'annuler le FIR. La Haute Cour de Bombay accepte d'invalider le FIR contre sa sœur Meetu mais confirme le FIR contre sa sœur Priyanka, déclarant qu'il y avait des « preuves prima facie » contre elle. La Cour suprême rejette également un appel déposé par Priyanka Singh et le dossier est remis à la CBI pour enquête.
Le 3 octobre, le Dr Sudhir Gupta de l'All India Institute of Medical Sciences de New Delhi, chef d'une équipe médico-légale chargée par le CBI d'apporter son aide, déclare : « La mort de Sushant est un cas de suicide. Le meurtre est complètement exclu. » Gupta déclare à Asian News International (ANI) : « Il n'y a eu aucune blessure sur le corps autre que la pendaison. Il n'y avait aucune trace de lutte ou de bagarre sur le corps et les vêtements du défunt. » Le 5 octobre, l'ANI rapporte que le conseil médical de l'AIIMS a soumis son rapport au CBI confirmant que Rajput est décédé par suicide et excluant le meurtre. Le 15 octobre 2020, la CBI déclare qu'elle « continue d'enquêter sur la mort de Rajput. Il y a certains rapports spéculatifs dans les médias selon lesquels la CBI est parvenue à une conclusion. On peut répéter que ces rapports sont spéculatifs et erronés. » Selon l'officier IPS de la police de Mumbai, Vinay Chaubey, des ordonnances médicales et des rapports médicaux ont été trouvés dans la chambre de Sushant et l'enquête est en cours.
Les derniers rites de Rajput ont eu lieu au crématorium Pawan Hans à Mumbai le 15 juin 2020 après l'autopsie, en présence de membres de sa famille de Patna et de collègues du monde du cinéma.
L'investigation est, un an plus tard, toujours ouverte par le Bureau central d'enquête.

## Filmographie

### Cinéma
- 2013 : Kai Po Che! d'Abhishek Kapoor : Ishaan
- 2013 : Shuddh Desi Romance de Maneesh Sharma : Raghu
- 2014 : PK de Maneesh Sharma : Sarfaraz
- 2015 : Detective Byomkesh Bakshi de Dibakar Banerjee : Byomkesh Bakshi
- 2016 : M.S Dhoni : The Untold Story de Neeraj Pandey : M.S Dhoni
- 2017 : Raabta : Shiv
- 2018 : Kedarnath : Mansoor
- 2019 : Chhichhore de Nitesh Tiwari : Aniruddh "Anni" Pathak Samar
- 2019 : Drive de Tarun Mansukhani : Aniruddh "Anni" Pathak Samar
- 2020 : Dil Becharade Mukesh Chhabra : Manny

### Télévision
- 2008–2010 : Kis Desh Mein Hai Meraa Dil : Preet Lalit Juneja
- 2009–2011 : Pavitra Rishta : Manav Damodar Deshmukh
- 2010 : Zara Nachke Dikha : Propre rôle (candidat)
- 2010–2011 : Jhalak Dikhhla Jaa 4: Propre rôle (candidat)